# Емілі Мутеті
Емілі Мутеті (14 червня 1998) — кенійська плавчиня.